# Ivan Gubijan
Ivan Gubijan (Bjelovar, 14. lipnja 1923. – Beograd, 4. siječnja 2009.), hrvatski atletičar u disciplini bacanje kladiva, osvajač srebrne medalje na Olimpijskim igrama u Londonu 1948.
Rođen je u Bjelovaru. U djetinjstvu je promatrao treninge u bacanju kladiva, proslavljenog atletičara Petra (Pedra) Goića, koji je bio višestruki prvak Čilea i Južne Amerike, a na kraju karijere, doselio se u Bjelovar. Kasnije su zajedno trenirali. 
Prije Drugog svjetskog rata Gubijan je bio član Sokola u Bjelovaru. Atletiku je poslije trenirao u HAŠK-u. Poslije rata snašla ga je sudbina brojnih hrvatskih vrhunskih športaša koji su ako su se i dalje namjeravali baviti športom, morali prijeći u vojni klub CDJA Partizan.
Bio je član sportskog kluba "Partizan" Beograd.  Osvojio je 1. mjesto na Balkanskim atletskim igrama 1946. godine, a na Europskom prvenstvu iste godine bio je 8 u kvalifikacijama s rezultatom 45,11 m. Bio je prvak Jugoslavije u bacanju kladiva pet puta (1948., 1949., 1950., 1952. i 1953. godine). Postavljao je nove rekorde države od 56,22 do 59,69 m. Na Olimpijskim igrama u Londonu 1948., imao je status pritajenog favorita. Dan prije natjecanja dobio je sunčanicu, no usprkos tome u kvalifikacijama je već prvim hicem osigurao finale. U finalu je čak vodio s hitcem od 54,27 m, ali ga je pretekao Mađar Nemeth. Ivan Gubijan je osvojio srebrnu medalju. Prvi je hrvatski atletičar, koji je osvojio medalju na Olimpijskim igrama. To je bila i prva atletska medalja na velikim natjecanjima za Jugoslaviju. Drugi je Hrvat, koji je osvojio olimpijsku medalju u pojedinačnim športovima, nakon Milana Neralića, koji je osvojio broncu u mačevanju 1900. godine. Na Europskom atletskom prvenstvu 1950. godine, bio je 4. s rezultatom 53,44 m. Godinama je bio u vrhu bacača kladiva u svijetu. Došao je na Olimpijske igre u Helsinkiju 1952. kao jedan od glavnih favorita. Prije natjecanja se nepažnjom svog fizioterapeuta namazao pogrešnom masti za zagrijavanje, koja mu je izazivala neizdrživ svrbež. Bio je tek 9. s rezultatom 54,54 m. Bio je 7. u kvalifikacijama na Europskom prvenstvu 1952. s rezultatom 56,75 m. Nastupao je na natjecanjima do 1976. godine i 53. godine života. Nakon aktivnog bavljenja športom, živio je u Beogradu kao nastavnik fizike. 

## Vanjske poveznice
- Ivan Gubijan na Sports-reference.com  Arhivirana inačica izvorne stranice od 1. veljače 2014. (Wayback Machine) (eng.)
- Atletski savez Beograda (srp.)